# Malik al-Aziz
Abu-Mansur Khusraw Firuz al-Màlik al-Aziz (àrab: ابو منصور خسرو فیروزالملك العزيز, Abū Manṣūr Ḫusraw Fīrūz al-Malik al-ʿAzīz) (1017-1049) fou un príncep buwàyhida, fill de Jalal-ad-Dawla. El seu pare governava a Bagdad amb poc poder; aprofitant la revolta del governador de Bàssora, Abu-l-Qàssim (que estava a punt de ser destituït) que havia estat nomenat per Abu-Kalijar, el rival de Jalal-ad-Dawla, aquest va prendre el poder a aquesta ciutat i a Wasit (1033) on va enviar el seu fill al-Màlik al-Aziz, cridat pel mateix governador rebel. Però al cap de pocs mesos Bàssora va expulsar a les forces de al-Màlik al-Aziz i els soldats del seu pare i va retornar a la fidelitat a Abu-Kalijar (1034)
Posteriorment el seu pare el va declarar hereu. A la mort de Jalal-ad-Dawla el 9 de març del 1044 el major suport i recursos financers van permetre al cosí Imad-ad-Dawla Abu-Kalijar assolir el poder, gratificant a les tropes turques a Bagdad. Al-Màlik al-Aziz es va refugiar amb els mazyàdides d'Hilla i després amb els uqàylides de Mossul; va fer algun intent de recuperar el poder i el tron del seu pare sense èxit.
Va morir a Mayyafarikin l'agost de 1049, quan estava refugiat amb els marwànides.